# Autofradates
Autofradates (en griego antiguo: Αὐτοφραδάτες) que vivió en el siglo IV a. C. fue un persa que se distinguió como general en el reinado de Artajerjes III y Darío III.
En el reinado de Artajerjes III apresó a Artabazo II, el rebelde sátrapa de Lidia y Jonia, pero lo puso después en libertad. Después de la muerte del almirante persa, Memnón, en 333 a. C., Autofradates y Farnabazo III se encargaron del mando de la flota, y redujeron Mitilene, continuando el asedio que había sido empezado por Memnón. Farnabazo navegó con sus prisioneros a Licia, y Autofradates atacó otras islas del Egeo que apoyaban la causa de Alejandro Magno. Pero Farnabazo pronto se unió a Autofradates otra vez, y ambos navegaron contra Ténedos, la cual fue inducida por miedo a rendirse a los persas. Durante estas expediciones Autofradates también puso sitio a la polis (ciudad) de Atarneo en Misia, pero sin éxito.
Flavio Arriano menciona a un Autofradates de Zadracarta sátrapa de Tapuri, a quien el rey macedonio Alejandro Magno permitió seguir en posesión de la satrapía. Este sátrapa es un personaje diferente que el Autofradates que estaba al mando de la flota persa en el mar Egeo.